# پیمان سلطانی
پیمان سلطانی (زادهٔ ۲۷ دی ۱۳۴۹) آهنگساز، رهبر ارکستر و نوازنده اهل ایران است. او فرزند فرخنده حاجی‌زاده نویسنده و شاعر است. عمدهٔ شهرت او، به واسطهٔ اجراهایی است که به عنوان رهبر ارکستر ملل (ارکستر پرسپولیس) داشته‌است که از شاخص‌ترین آن‌ها، بازسازی و اجرای قطعهٔ سلام شاهی (ایران جوان) با شعر بیژن ترقی و صدای سالار عقیلی است.

## زندگی
پیمان سلطانی در یک خانوادهٔ فرهنگی کرمانی چشم به جهان گشود، در ۴ سالگی از محل تولدش تبریز به کرمان و در ۱۶ سالگی به تهران مهاجرت می‌کند.
وی فعالیت خود را در موسیقی، نقاشی و ادبیات از کودکی (سال ۱۳۵۶) در کارگاه موسیقی سازمان فرهنگ و هنر و رادیو و تلویزیون ملی ایران آغاز کرد و سپس در حوزهٔ گرافیک و موسیقی تحصیلات خود را ادامه داد. معلمان اولیه‌اش در دوران کودکی محمد امام، محمد حاجی‌زاده، خلیل برهانی و مادرش (فرخنده حاجی زاده، نویسنده و شاعر) بودند. وی در سال ۱۳۶۶ به تهران عزیمت کرد و از محضر هنرمندانی چون فرامرز پایور، مجید کیانی، هوشنگ ظریف و … در زمینهٔ نوازندگی سنتور، تار و سه‌تار بهره گرفت و در عرصهٔ آهنگسازی، رهبری ارکستر، هارمونی، کنترپوان، ارکستراسیون و فرم نزد محمدتقی مسعودیه، فرهاد فخرالدینی، امانوئل ملیک اصلانیان، توماس کریستین داوید، یوری داویتیان و … موسیقی را فرا گرفت. وی همچنین از آموزش‌های منوچهر بدیعی، در زمینهٔ فلسفه و تاریخ معاصر و هوشنگ ابتهاج در زمینهٔ تلفیق شعر و موسیقی و عروض و قافیه بهره برده‌است.

## فعالیت حرفه‌ای
وی از سال ۱۳۶۶ به تدریس در حوزه‌های نوازندگی، مبانی آهنگسازی، آشنایی با مکتب‌ها، جنبش‌ها و جریان‌های موسیقی قرن بیستم، شناخت موسیقی و فلسفهٔ موسیقی معاصر پرداخت. سلطانی از سال ۱۳۶۸ تا ۱۳۷۴ سرپرست گروه موسیقی شبان‌رود و گروه موسیقی شنیدستان بود. همچنین در سال ۱۳۷۲ انجمن دوستداران موسیقی را تشکیل داد و تا سال ۱۳۷۵ مدیریت آن را بر عهده داشت.
پیمان سلطانی در سال ۱۳۸۲ با همکاری سازمان میراث فرهنگی کشور، کمیتهٔ ایکوم و کمیسیون ملی یونسکو در ایران، ارکستر تخت جمشید (پرسپولیس) را تشکیل داد که یک سال پس از تشکیل ارکستر، نام آن به ارکستر ملل تغییر کرد. فعالیت این ارکستر تا سال ۱۳۸۵ ادامه داشت. سلطانی در خرداد ۱۳۸۹، مجموعه‌ای از اشیاء و وسایل شخصی علینقی وزیری را که از طرف خانوادهٔ وزیری به «کمیتهٔ ایکوم» سپرده شده بود، به موزه موسیقی ایران تحویل داد.

## قطعه ایران جوان
پیمان سلطانی در خصوص تاریخچه ساخت و اجرای قطعه «ایران جوان» (وطنم) می‌گوید: حدود ۱۲ سال تحقیقی بر روی تصنیف‌هایی با تم ملی و میهنی را آغاز کردم و بیشترین توجهم بر روی آثار با کلام معطوف بود چراکه آثار ملی و میهنی باید جنبه تراژیک و دراماتیک آن‌ها قوی تر باشد و در مجموع تحقیق‌های خود دیدم که بسیاری از این آثار متعلق به دوران مشروطه به بعد است؛ در برخی از آثار به ندرت نتی موجود بود از بعضی از آن‌ها هم تنها یک ملودی صوتی یا یک روایت ساده به دست آوردم البته در این بین آثاری هم بود که هیچ‌یک از این عناصر را نداشت و تنها یک تم ساده بود و سرود «ایران جوان» که به وطنم معروف شده از این دست آثار بود. تم اولیه این قطعه متعلق به لومر از آثار آهنگسازان فرانسوی بود و قدمت این اثر به ۱۳۰ سال پیش برمی گردد و اصولاً سرود ملی و میهنی نبوده‌است اما من این اثر را با توجه به ویژگی‌هایی که داشت به اثری ملی و میهنی تبدیل کردم و از آن پس در مطبوعات به اشتباه عنوان شد که این قطعه نخستین سرود ملی در ایران است درحالی که هیچگاه چنین نبوده و نیست.

## دعاوی حقوقی در مورد مالکیت مادی و معنوی سرود ایران جوان
در فاصله سال‌های ۱۳۸۸ تا ۱۳۹۸ یک سلسله بحث‌ها در مطبوعات فارسی‌زبان شکل گرفت که محوریت آن سرقت هنری سرود ایران جوان بود، در ابتدا پیمان سلطانی سیاوش بیضایی را متهم به سرقت این اثر کرد و از خوانندگانی که این سرود را می‌خواندند تقاضا کرد که نام وی را به عنوان آهنگساز بیاورند، در نهایت این بحث‌ها به دادگاه کشیده شد که در پی آن طبق ادعای سیاوش بیضایی، سلطانی موفق به دفاع از گفته خود نشد و در تاریخ ششم تیر ماه ۱۳۹۸ سیاوش بیضایی در یک نشست مطبوعاتی ضمن اعلام اسناد تبرئه شدن خود در این دادگاه، نه تنها سایر آثار موسیقایی سلطانی را از آن او ندانست بلکه بر اساس اسنادی طرح‌های گرافیکی او را کپی معرفی کرد.
اما در تاریخ ۲۶ شهریور ۱۳۹۶، دادگاه فرهنگ و رسانه (واقع در میدان ارگ تهران) رای را به نفع پیمان سلطانی صادر کرد و ادعاهای سیاوش بیضایی را بی‌اساس دانست.
با توجه به ادامه‌ی ادعاهای سیاوش بیضایی، در نهایت در تاریخ ۲۵ بهمن ۱۳۹۹ شعبه دو دادگاه کیفری در مجتمع قضایی شهید قدوسی تهران، بار دیگر، رای را به نفع پیمان سلطانی صادر کرد و تمام حقوق مادی و معنوی «سرود ایران‌جوان» را، متعلق به پیمان سلطانی دانست.

## سمت‌ها و عضویت‌ها
- مدیریت اولین صداخانهٔ موسیقی ایران در سال ۱۳۷۶ در فرهنگسرای سرو[۲]
- سرپرست گروه آهنگسازان معاصر ایران، از ۱۳۸۰ تا ۱۳۸۳[۲]
- سرپرست کارگروه موسیقی ایکوم در ایران[۲]
- مسئول طرح موزهٔ موسیقی آواها و نواهای شیراز از سال ۱۳۸۲ تا ۱۳۸۵[۱۰]
- عضو انجمن منتقدان و پژوهشگران موزهٔ هنرهای معاصر ایران در سال ۱۳۸۳[۲]
- مسئول صفحهٔ شعر فصلنامه گفتمان، فصلنامه قال و مقال و ماهنامه ادبی و هنری بایا[۲]

## آلبوم‌ها
| آلبوم             | سال انتشار  | نوازندگان / گروه | شاعر                                                                                          | خواننده | ناشر                                             | توضیحات                     |
| ----------------- | ----------- | --- | --------------------------------------------------------------------------------------------- | --- | ------------------------------------------------ | --------------------------- |
| راپسودی بختیاری   | مهر ۱۳۹۲    | نوازندگان ارکستر سمفونیک ارمنستان و اپرای ارمنستان ارسلان کامکار، میلاد درخشانی، پویا سرایی، علیرضا دریایی، آرش فرهنگفر، احد مستنبط و مازیار ظهیرالدینی | روشن سلیمانی                                                                                  | پروین عالی‌پور، رضا صالحی و کورش اسدپور | انجمن موسیقی ایران                               |                             |
| ایران جوان / وطنم | شهریور ۱۳۹۴ | ویلن: مازیار ظهیرالدینی، پدرام فر یوسفی (قطعه ۱ و ۲)، بردیا کیارس (قطعه ۲)، مصطفی حیات غیبی، واهه پارسادانیان (قطعه ۱) ویولا: سهراب برهمندی ویولنسل: کریم قربانی، آرام تالالیان (قطعه ۱) کنترباس: علیرضا خورشیدفر (قطعه ۲) فلوت: ناصر رحیمی ابوا: فرشید حفظی‌فر کلارینت: محمدحسین پورمعین ترومپت: امید حاجیلی (قطعه ۲) ترومبون: رامین براتی (قطعه ۲) تار: کیوان ساکت (قطعه ۲)، پیمان سلطانی، ارژنگ سیفی زاده (قطعه ۲)، میثم کشاورز ملکی سه‌تار: پیمان سلطانی سنتور: پیمان سلطانی، علیرضا جواهری (قطعه ۲)، محسن پوربخت نی: علی نجفی ملکی عود: محمد فیروزی (قطعه ۲)، بابک غسالی تمبک و ضرب زورخانه: بهمن رجبی (قطعه ۱٬۲٬۱۱٬۱۰)، (حضور افتخاری) تمبک: ارژنگ کامکار (همنواز در قطعات ۷٬۸و۹) پیانو: مارگاریتا تووماسیان، آرمن مووسیسیان. | «سرزمین مادری»: ضیاالدین ناظم‌پور «ایران جوان» (وطنم) -شعر بیژن ترقی «باران»: ضیاالدین ناظم‌پور | شهرام ناظری گروه کُر (قطعه ۱): محبوبه فخانتی، آتیه سعادتمند بحری، طراوت شایان، لیلا جوادی، مقتدا افشار، فرهنگ عزتی، حامد کاظمی، سجاد پورقناد، امیر مقدسی گروه کُر (قطعه ۲): سودابه شمس، فهیمه اسماعیلی، شهرام رکوئی، محمدرضا صفی گروه کُر (قطعه ۳): نیکو یوسفی، سارا پاسبان، روشا سلطانی، سجاد پورقناد، یونس محمودی گروه کُر در بخش قطعات کُرال: سودابه شمس، فریبا اسدی، نیکو یوسفی، شهرزاد یوسفی، شادی نادعلی، مهدی جاور، هامون هاشمی، سجاد پور قناد، مقتدا افشار و حامد کاظمی | جامه‌دَران                                         | سرودها و تصنیف‌های ملی میهنی |
| عاشق می‌شویم       | اسفند ۱۳۹۴  | | غلامرضا سلیمانی، ضیاالدین ناظم‌پور، پژمان بختیاری و رضا ثابتی                                  | سالار عقیلی | جامه‌دران و با حمایت معنوی کمیته ملی ایکوم ایران  |                             |
| گفت وشنید         | مهر ۱۳۹۵    | نوازندگان ارکستر فیلارمونیک ارمنستان تمبک: بهمن رجبی کمانچه، قیچک آلتو: علیرضا دریایی سازهای کوبه‌ای: حسین مرشدپور ضرب زورخانه: مانی مرادریان | نظامی                                                                                         | آواز: غلامرضا رضایی، سعید ادیب هم‌آوایان: محبوبه یاسینی، آتیه سعادتمند بحری، مقتدا افشار، مهدی تبریزی و حامی حقیقی خوانش اشعار: یارتا یاران | جامه‌دران با حمایت معنوی «شورای بین‌المللی موزه‌ها» |                             |
| وَشتَن (سعدی خوانی) | آذر ۱۳۹۵    | | سعدی                                                                                          | دکلمه: آیدین آغداشلو آواز: علی اصغر شاه زیدی، محسن کرامتی، علی جهاندار، مظفر شفیعی و حمیدرضا نوربخش | رهگذر هفت اقلیم                                  |                             |
| خیام خوانی        | اسفند ۱۳۹۵  | ارکستر فیلارمونیک ارمنستان ویلن :بهرنگ آزاده، علی جعفری پویان، شروین مستشاری سنتور: علیرضا اسلام بولچی، پویا سرایی، مهیار طریحی، شهرام منظمی ویولنسل: آتنا مستعان اشتیاقی کمانچه: حسام اینانلو، کاوه معتمدیان، علیرضا دریایی قیچک آلتو: حمیدرضا آفریده ویولا: سهراب برهمندی کمانچه: سیاوش برهانی، محمد علی مرآتی، سهیل مخبری تار: پیمان سلطانی، میلاد پرصبر، سیاوش پور فضلی، کیوان ساکت، امیر شریفی، آزاده امیری، وحید طارمی، میثم کشاورز ملکی، علی نجف پور، آزاد میرزا پور سه‌تار: سجادپورقناد، حسین جباری‌فرد، مرتضی نیکزاد، فرهاد رجبی‌راد، کیوان ساکت، مهدی رستمی نی: مهدی تیموری، عباس شایق، هوشمند عبادی، علی نجفی ملکی قانون: رابعه زند رباب: حمید شاهسوند بربت و عود: بابک غسالی عود: امین گلستانی تمبک: حسین مرشدپور        | خیام                                                                                          | امیر اثنی‌عشری، سعید ادیب، محمدعلی احدی، پوریا اخواص، مهدی امامی، اسحاق انور، رامین بحیرایی، سروش بخشش، وحید تاجفاضل جمشیدی، عباس حبیبیان، غفار ذابح، غلامرضا رضایی، رسول رهو، سینا سرلک، مهیار شادُروان، رضا شیخ محمدی، محسن شیرازی، رضا طیبی، مجتبی عسگری، سالار عقیلی، حسین علیشاپور، حامد کاظمی، همایون کاظمی، داریوش کاکاوند، اشکان کمانگری، مهدی مبتقا، محمد محضری، عبدالرضا معماریان، محمد مقدس، محمد میرزایی، مصطفی نجمی، علیرضا وکیلی منش و علی یاری پور            | رهگذر هفت اقلیم                                  |                             |